# Bathmocercus rufus
Bathmocercus rufus е вид птица от семейство Cisticolidae.

## Разпространение
Видът е разпространен в Камерун, Централноафриканската република, Демократична република Конго, Република Конго, Екваториална Гвинея, Габон, Кения, Руанда, Южен Судан, Судан, Танзания и Уганда.